# Stazione di Saline di Reggio
La stazione di Saline di Reggio, precedentemente nota come stazione di Saline Joniche, è una stazione ferroviaria posta sulla linea ferrovia Jonica. Serve il centro abitato della frazione di Saline Joniche del comune di Montebello Jonico.

## Storia
Originariamente fermata, venne trasformata in stazione il 14 maggio 1923.
La stazione in origine contava 2 binari, che diventarono 3 (2 di transito e 1 di precedenza) in occasione del raddoppio fino a Melito di Porto Salvo.
Con la costruzione delle OGR di Saline venne aggiunto un quarto binario che si diramava dal terzo, e che mediante un viadotto entrava direttamente nell'impianto scavalcando la ferrovia e la statale Jonica. Con la chiusura delle OGR il quarto binario venne dismesso e in seguito, in un'ottica di semplificazione della rete, è stato dismesso pure il terzo.

## Movimento
La stazione è servita dai regionali del Servizio ferroviario suburbano di Reggio Calabria e da alcuni regionali sulla relazione Reggio Calabria - Roccella Jonica

## Galleria d'immagini

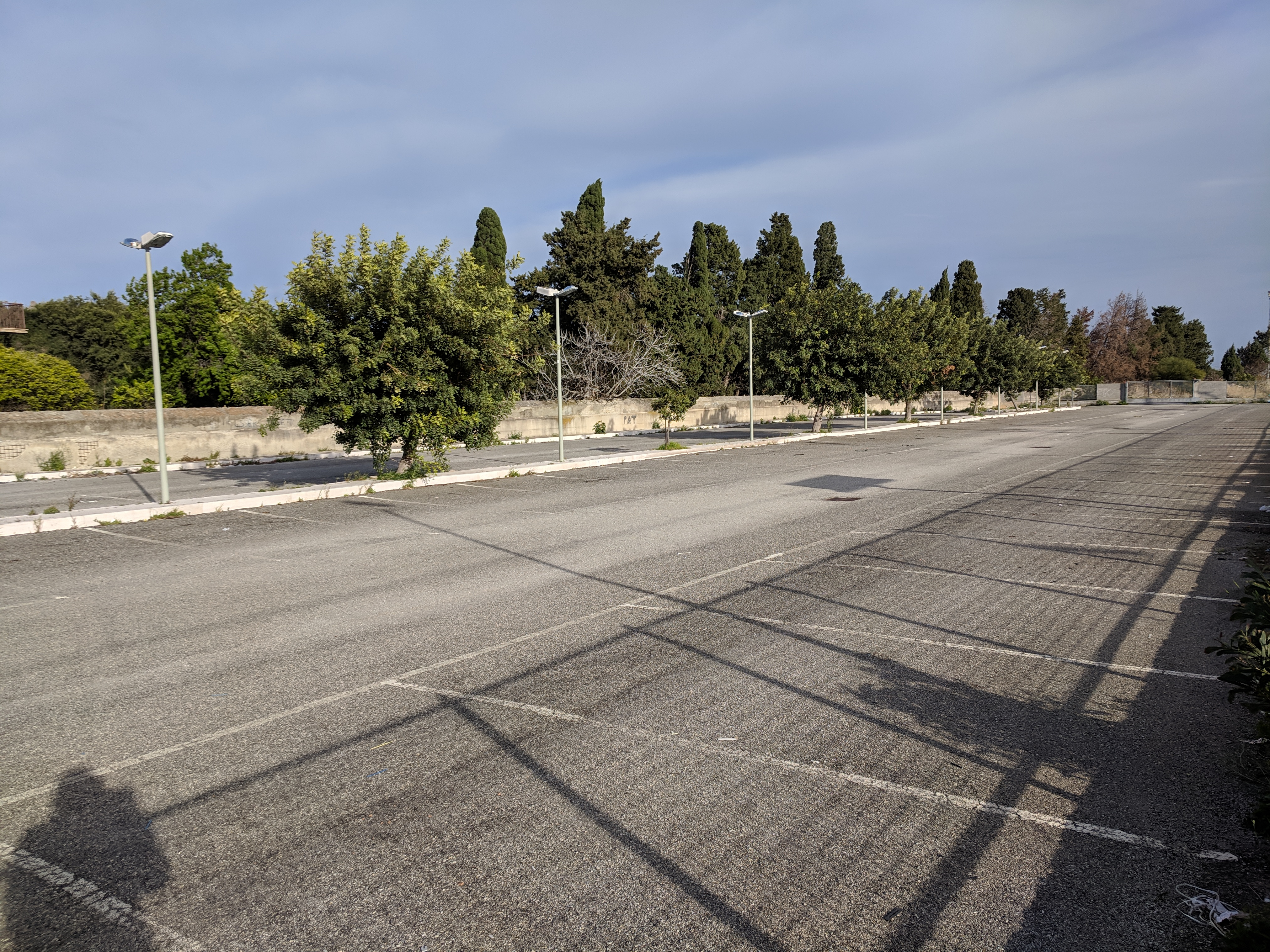
Vista del parcheggio all'esterno della stazione
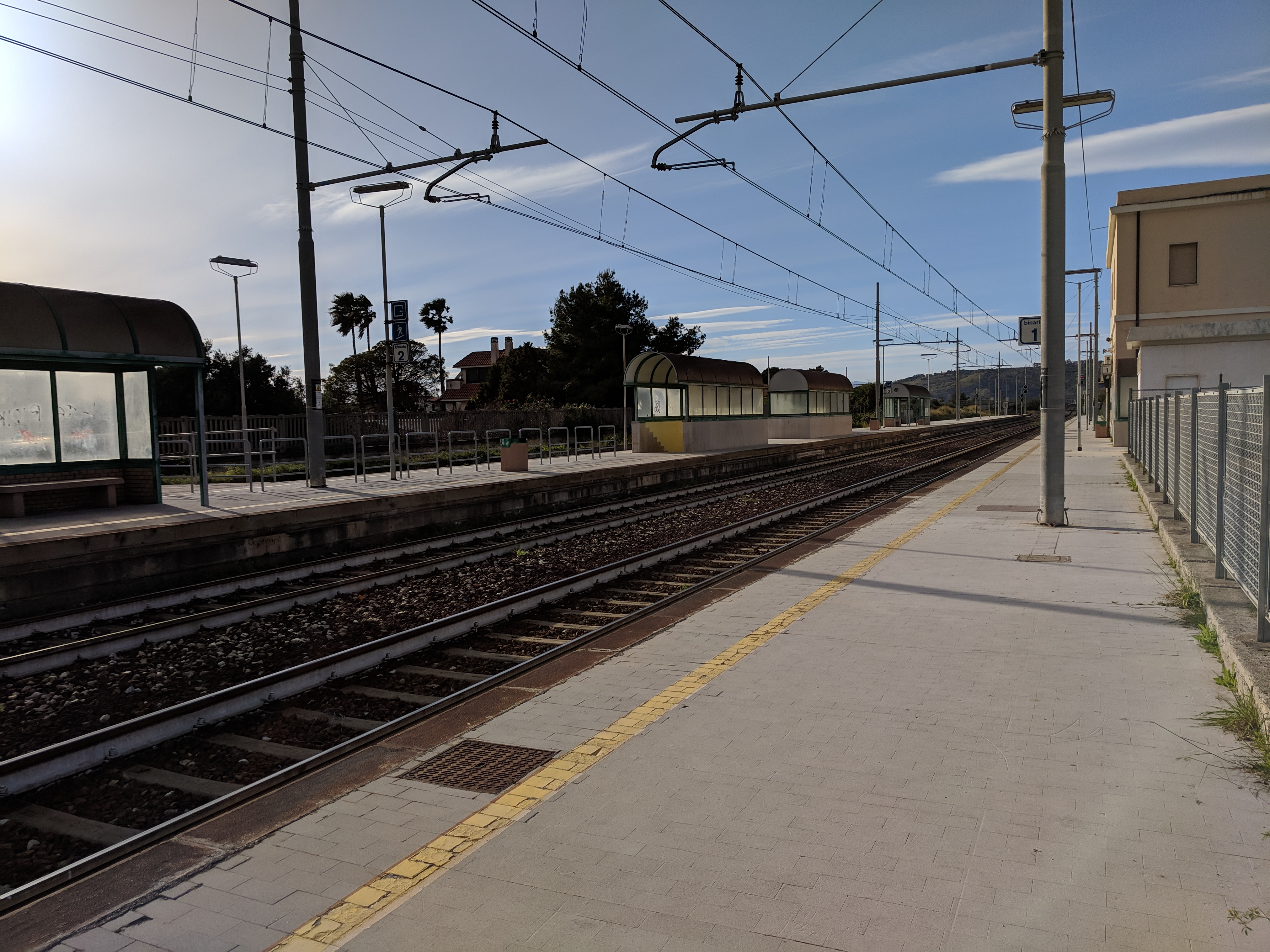
Vista dei binari dall'interno della stazione